# Кокшаров, Иван Иванович
Иван Иванович Кокшаров (6 сентября 1919, дер. Большое Хавино, Северо-Двинская губерния — 4 июля 2004, Тверь) —гвардии старший сержант Рабоче-крестьянской Красной Армии, участник Великой Отечественной войны, Герой Советского Союза (1945).

## Биография
Иван Кокшаров родился 6 сентября 1919 года в деревне Большое Хавино (ныне — Кичменгско-Городецкий район Вологодской области). После окончания начальной школы работал путевым обходчиком на Кировской железной дороге. В 1939 году Кокшаров был призван на службу в Рабоче-крестьянскую Красную Армию. С июня 1941 года — на фронтах Великой Отечественной войны. В боях три раза был ранен. К апрелю 1945 года гвардии старший сержант Иван Кокшаров был пулемётчиком 801-го стрелкового полка 235-й стрелковой дивизии 43-й армии 3-го Белорусского фронта. Отличился во время боёв за Кёнигсберг.
6 апреля 1945 года Кокшаров участвовал в штурме форта Шарлоттенбург на севере Кёнигсберга. Он преодолел два противотанковых рва, три линии проволочных заграждений и реку, после чего поднялся в атаку, увлекая за собой бойцов. В том бою Кокшаров лично уничтожил 38 немецких солдат и офицеров и 3 пулемёта, что способствовало успешному продвижению вперёд всего батальона. Был ранен, но продолжал сражаться. Через два дня в боях на улицах Кёнигсберга Кокшаров был тяжело ранен и отправлен в госпиталь.
Указом Президиума Верховного Совета СССР от 19 апреля 1945 года за «образцовое выполнение боевых заданий командования на фронте борьбы с немецкими захватчиками и проявленные при этом мужество и героизм» гвардии старший сержант Иван Кокшаров был удостоен высокого звания Героя Советского Союза с вручением ордена Ленина и медали «Золотая Звезда» за номером 8640.
В октябре 1945 года Кокшаров был демобилизован. Проживал в Твери, работал на местном вагоностроительном заводе инженером-конструктором. Умер 4 июля 2004 года.
Был также награждён орденами Отечественной войны 1-й степени, Красной Звезды и Славы 3-й степени, рядом медалей.
В честь Кокшарова установлен его бюст в Кичменгском Городке.
В Калининграде установлена стела в честь подвига Ивана Кокшарова.